# Ghardaia

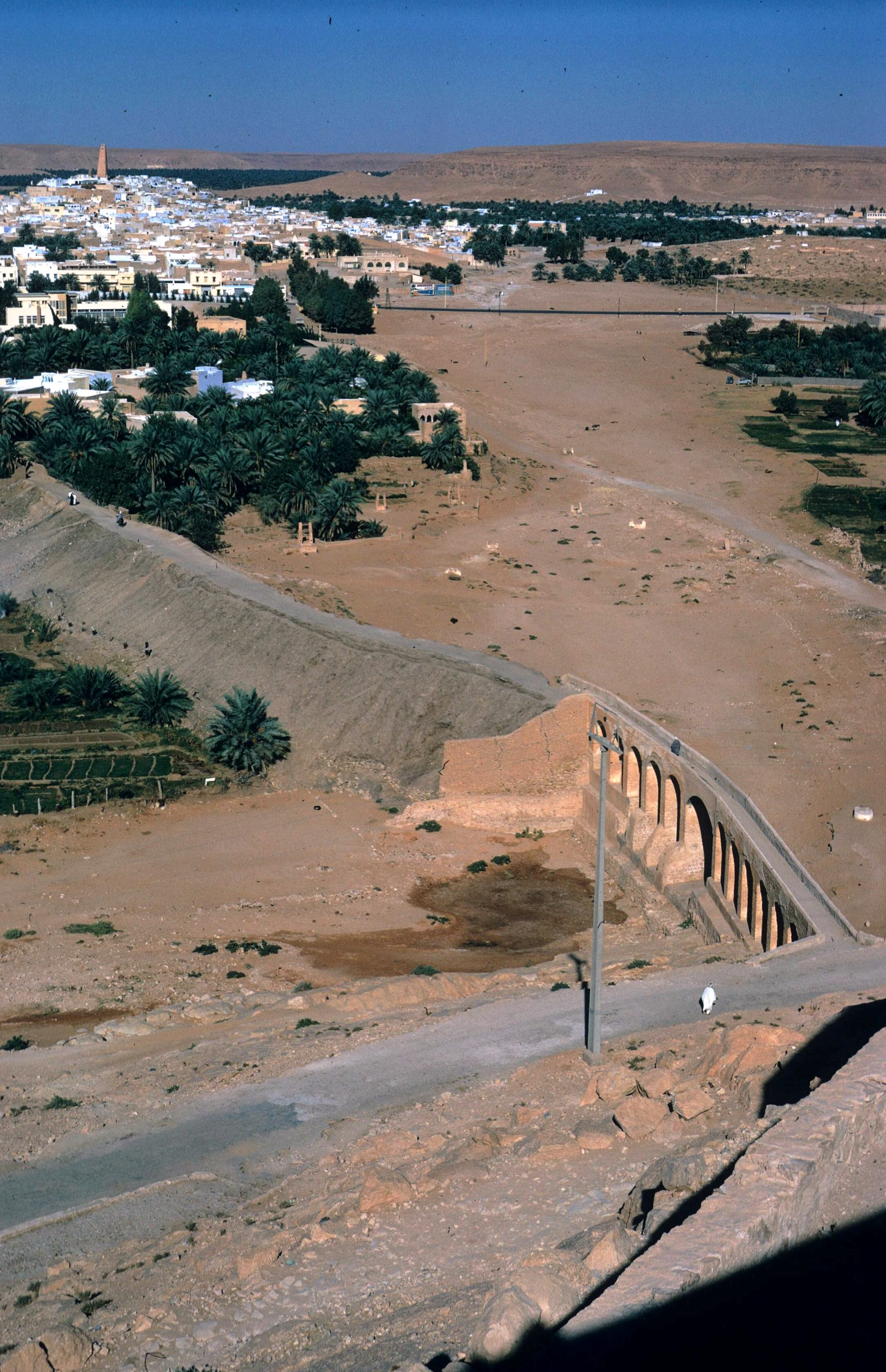
Ausgetrockneter Flusslauf (Wadi) zwischen Ghardaia und Melika, umsäumt von Gärten, Palmenhainen und unzähligen Brunnen

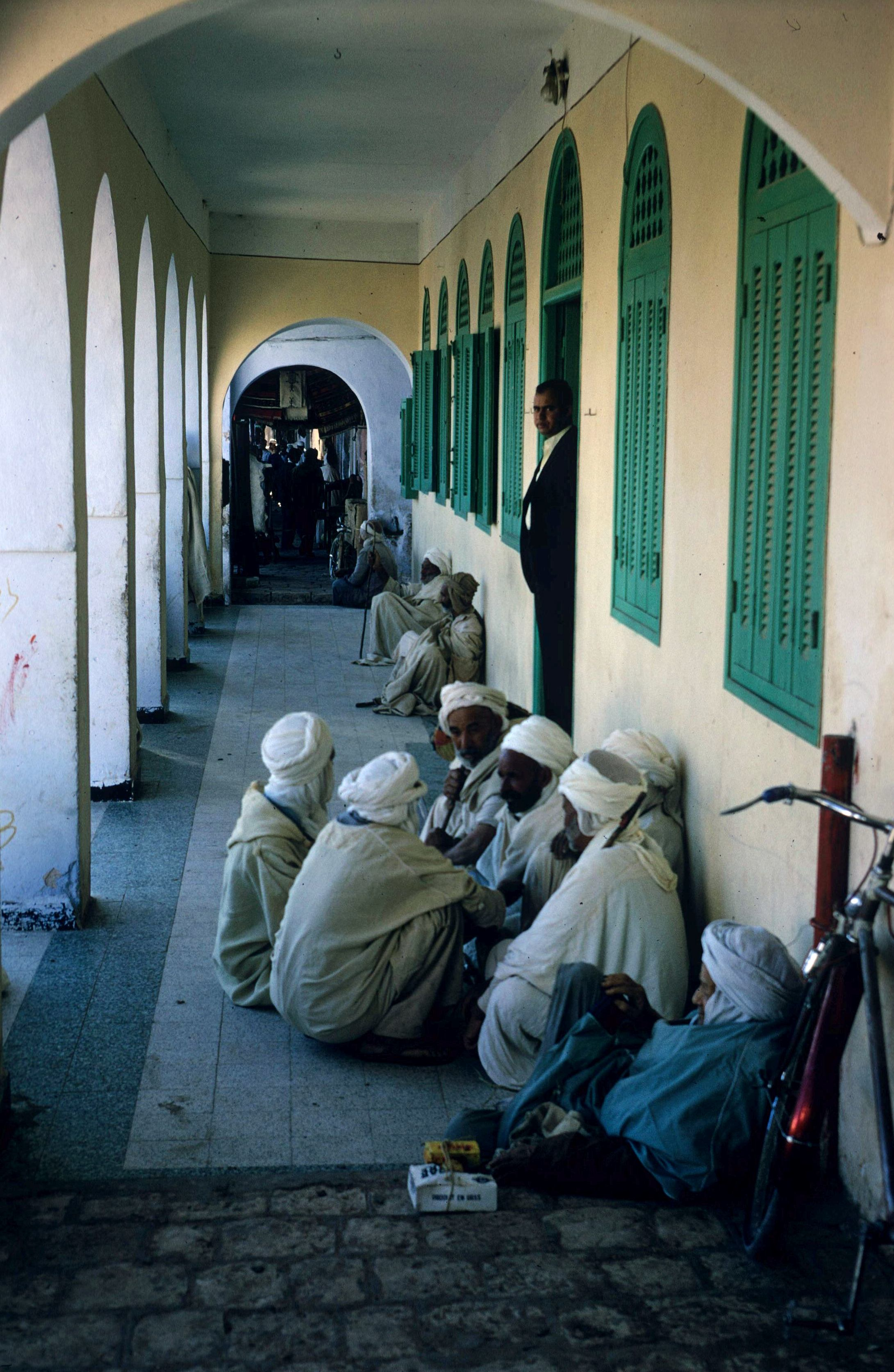
Unter den schattigen Arkaden am Marktplatz

Ghardaia (arabisch غرداية Ghardaya, DMG Ġardāya, tamazight ⵜⴰⵖⵔⴷⴰⵢⵜ Taɣerdayt; auch Ghardaïa) ist eine Oasenstadt in Algerien und Hauptort sowie Verwaltungszentrum der gleichnamigen Provinz (Wilāya Ġardāya). Die Stadt liegt im M'zab in der nördlichen Zentralsahara auf 526 m Höhe, gehört zur Gemeinde Ghardaia und bildet zusammen mit den südöstlich gelegenen Städten Beni Isguen, Melika, Bou Noura (Has Bunur) und El Atteuf (Tadjnint) die Pentapolis des M'zab.
Zusammen mit den anderen Oasen des M'Zab-Tals steht Ghardaïa wegen seines exemplarischen Städtebaus seit 1982 auf der Liste des UNESCO-Weltkulturerbe.

## Namensherkunft
Der Name Ghardaïa stammt von einer Heiligen namens Daïa, die in einer Höhle (ghār) in der Gegend wohnte. Später bauten dort ibaditische Muslime, die vor der Verfolgung durch orthodoxe Muslime im Norden flüchteten, eine Stadt.

## Geschichte
Der Hauptort des Mzab-Tals wurde im 11. Jahrhundert von ibaditischen Muslimen gegründet und ist seither weitgehend unverändert geblieben. Ghardaia ist eine befestigte Stadt, die aus drei ummauerten Sektoren mit labyrinthartigen Gassen besteht. Im Zentrum ist das historische Mozabitengebiet mit einer Moschee im Pyramidenstil und einem mit Arkaden umsäumten Haupt- und Marktplatz. Die markanten weiß, rosa und roten Häuser mit ihren Terrassen und Arkaden sind aus Sand, Lehm und Gips gebaut und mit Innenhöfen so konstruiert, dass das Sonnenlicht in alle Räume fluten kann. 
1921 arbeitete hier der Maler Albert Marquet. Von 1954 bis 1962 währte der Algerienkrieg. Bis zum Kriegsende und der Unabhängigkeit gehörte die Stadt zum 1956 neu eingeteilten französischen Verwaltungsgebiet Wilaya 1. In ihrem Buch La force des choses von 1963 beschrieb Simone de Beauvoir Ghardaia als ein „wunderschön konstruiertes kubistisches Gemälde“.

## Geographie und Klima
Die Hügelstädte der Pentapolis liegen im nördlichen Mittelalgerien in der Wüste Sahara, entlang der Westbank des normalerweise ausgetrockneten Wadi Mzab. Die Gemeinde Ghardaia umfasst ein Gebiet von 590 km², zu der neben der Pentapolis der antike Ksar von Metlili-Chaamba (42 km südwestlich) und außerhalb des Mzab Tales Berriane (Has Ibergane, 45 km nördlich) und Guerrara (Iguerraren, 110 km nordöstlich) gehören.
Das Klima der Region wird durch starke Tag- und Nacht- sowie Sommer- und Winter-Temperaturschwankungen zwischen 0 °C und 46 °C geprägt. Die Sommerwinde sind heiß und stark während die Winterwinde kalt und feucht sind. Sandstürme gibt es normalerweise von März bis Mai. Im Oktober 2008 wurde Ghardaia von einem durch heftigen Regen verursachten Hochwasser heimgesucht.
|                       | Jan | Feb | Mär | Apr | Mai | Jun | Jul | Aug | Sep | Okt | Nov | Dez |   |      |
| Mittl. Tagesmax. (°C) | 17  | 20  | 25  | 28  | 33  | 38  | 42  | 41  | 36  | 30  | 22  | 18  | ⌀ | 29,2 |
| Mittl. Tagesmin. (°C) | 5   | 8   | 12  | 15  | 20  | 25  | 27  | 27  | 24  | 18  | 10  | 7   | ⌀ | 16,5 |
|                       |     |     |     |     |     |     |     |     |     |     |     |     |   |      |
| Sonnenstunden (h/d)   | 7   | 9   | 9   | 9   | 10  | 11  | 12  | 11  | 9   | 8   | 8   | 8   | ⌀ | 9,3  |
|                       |     |     |     |     |     |     |     |     |     |     |     |     |   |      |
| Regentage (d)         | 1   | 1   | 4   | 1   | 4   | 2   | 1   | 1   | 4   | 3   | 3   | 2   | Σ | 27   |
|                       |     |     |     |     |     |     |     |     |     |     |     |     |   |      |
| Luftfeuchtigkeit (%)  | 57  | 45  | 36  | 30  | 31  | 26  | 22  | 23  | 33  | 43  | 53  | 57  | ⌀ | 38   |

| 5 |

| 8 |

| 12 |

| 15 |

| 20 |

| 25 |

| 27 |

| 27 |

| 24 |

| 18 |

| 10 |

| 7 |

| 5 |

| 8 |

| 12 |

| 15 |

| 20 |

| 25 |

| 27 |

| 27 |

| 24 |

| 18 |

| 10 |

| 7 |

## Bevölkerung
Die Gemeinde hat 104.645 Einwohner und die Pentapolis 82.500 (2005). Die Bevölkerung setzt sich zu einem Gutteil aus Mozabiten zusammen, die eine eigene Berbersprache, Mzab-Wargla, sprechen.
Ein wichtiger Aspekt des gesellschaftlichen Lebens und der Werte der Menschen in der Region ist, dass es weder Betteln noch Diebstahl gibt. Die Mozabiten haben enge Beziehungen zur Gemeinschaft, die alle wirtschaftlichen und gesellschaftlichen Angelegenheiten bestimmt. Jeder hat das Geburtsrecht, dass ihm die Gemeinschaft für Ausbildung, Arbeit, Hochzeit und ein Haus sorgt. Für den Hausbau organisiert die Gemeinschaft Freiwilligengruppen (Touiza).

## Wasserversorgung
Das tausend Jahre alte Wasserversorgungssystem wurde von den Mozabiten unter Ausnützung der seltenen Wasservorkommen in den Flüssen (oueds) gebaut. Wegen der Knappheit dieser natürlichen Ressource entwickelten die Mozabiten ein einzigartiges Bewässerungssystem mit Tunneln, um Regenwasser einzusammeln und es in die Oasen umzuleiten. Es erlaubt eine gerechte Wasserverteilung an alle Gärten und bietet gleichzeitig einen guten Hochwasserschutz. Die Wasserversorgung wird durch ein ausgeklügeltes Bewässerungssystem mit vielen Brunnen sichergestellt. Die Brunnenbohrungen sind zwischen 110 und 150 m tief und werden vom kontinentalen Grundwasserbecken der Albium Schichten gespeist.

## Wirtschaft
Ghardaia ist ein Zentrum der Dattel- (60.000 Palmen), Teppich- und Tücherproduktion und ein wichtiges algerisches Handelszentrum mit eigenem Flughafen. Im Süden der Stadt wird Erdöl und Erdgas gefördert. Es hat zweisprachige Berufsschulen mit Pflichtfach Französisch, eine Glasmanufaktur und eine Stahlröhrenfabrik.
Der internationale Flughafen Noumérat - Moufdi Zakaria liegt in einer Entfernung von etwa 18 km südöstlich der Stadt.

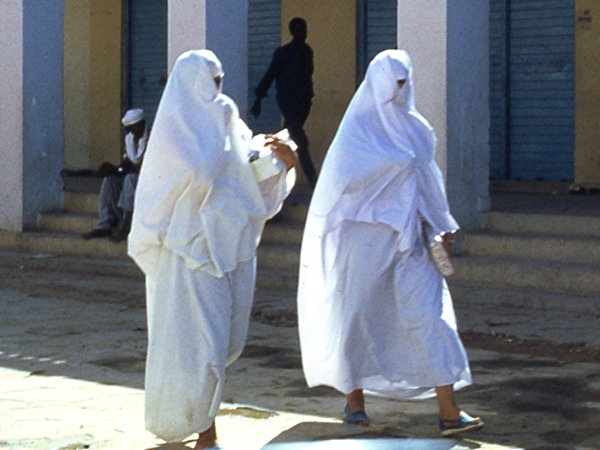
Ghardaia – Mozabitenfrauen im traditionellen Umhang, der nur ein Auge zum Sehen freilässt
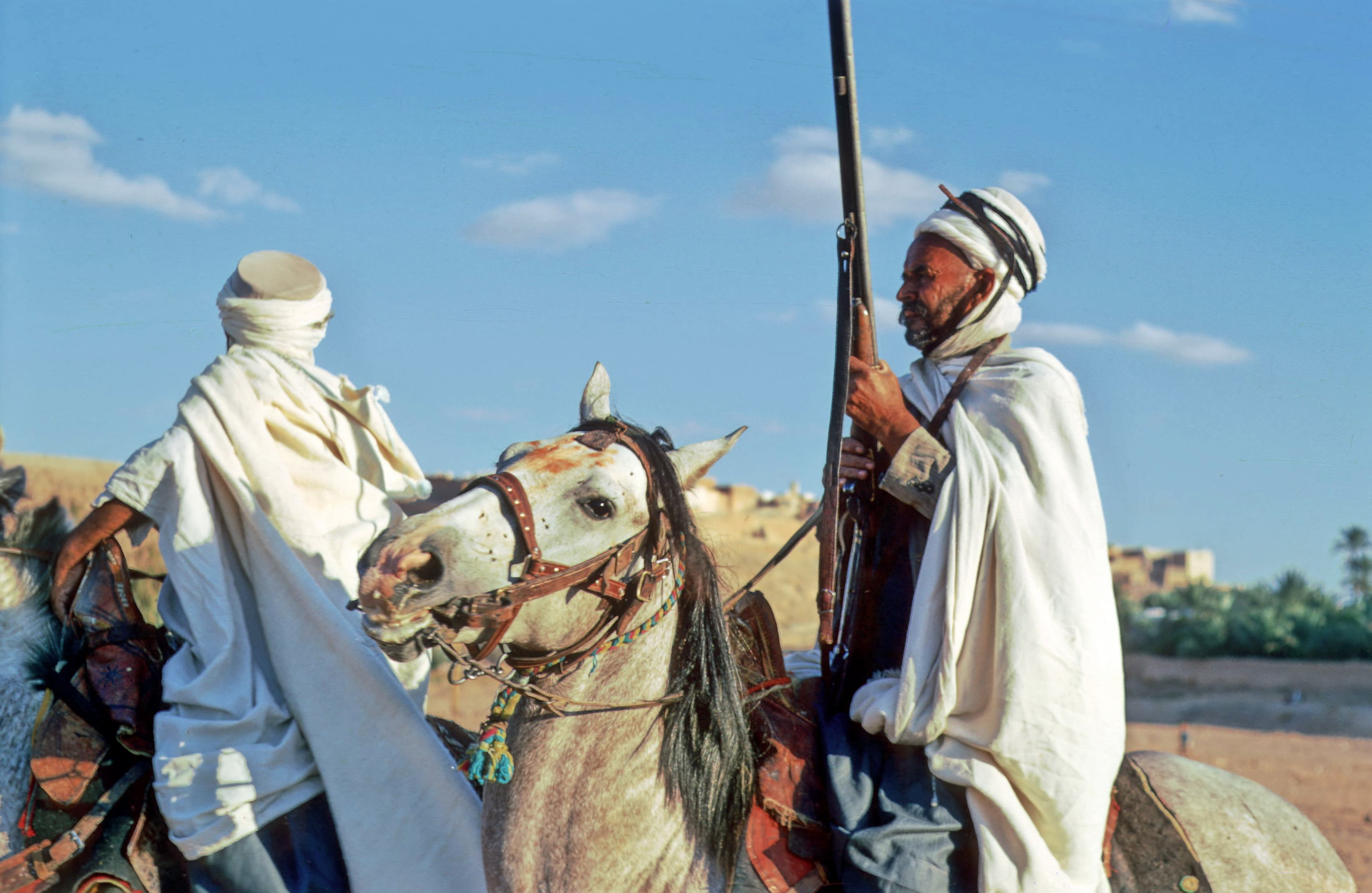
Präsentation der Berber-Kavallerie bei der Hochzeit
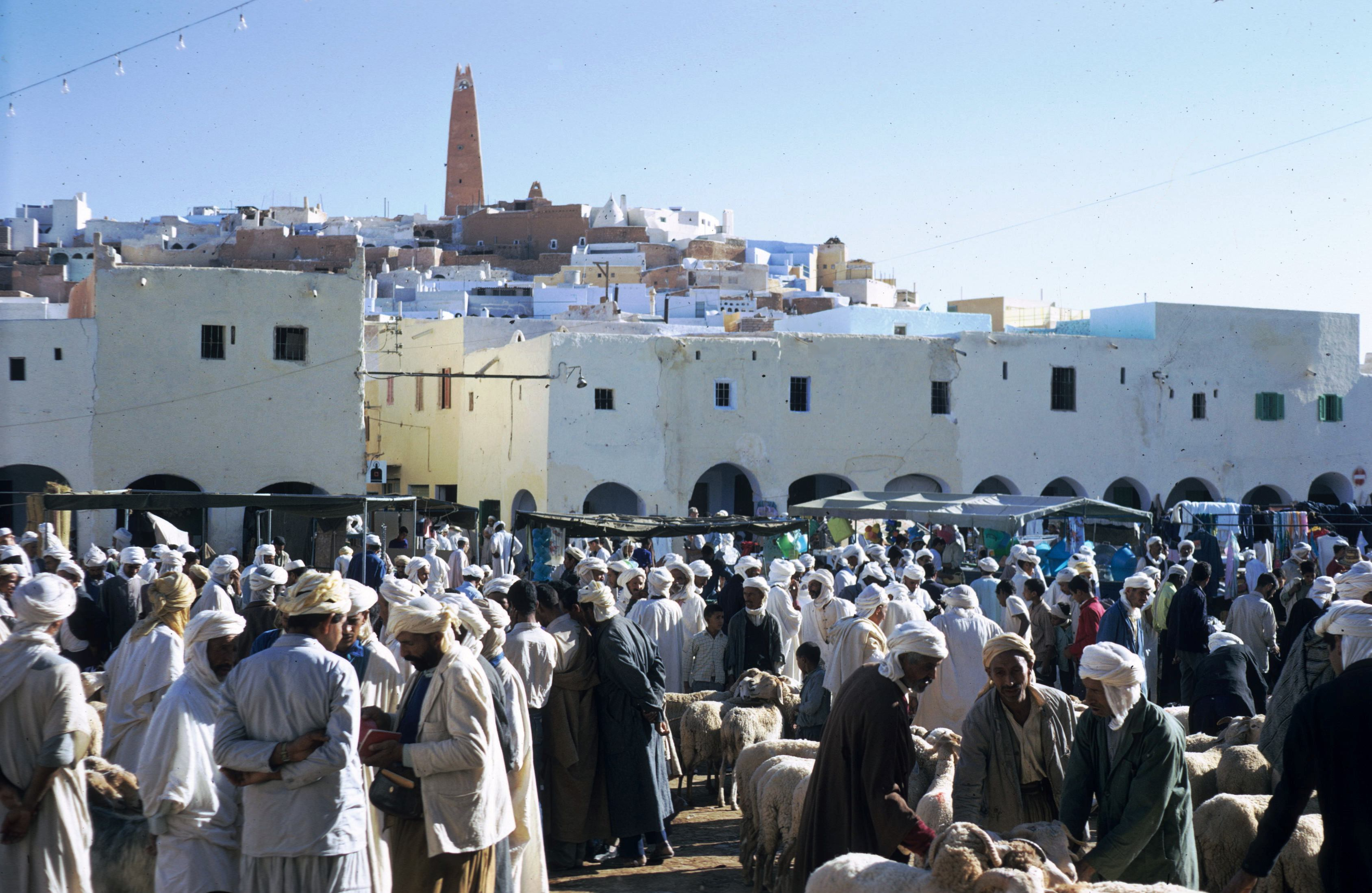
Markt auf dem Hauptplatz (1970)
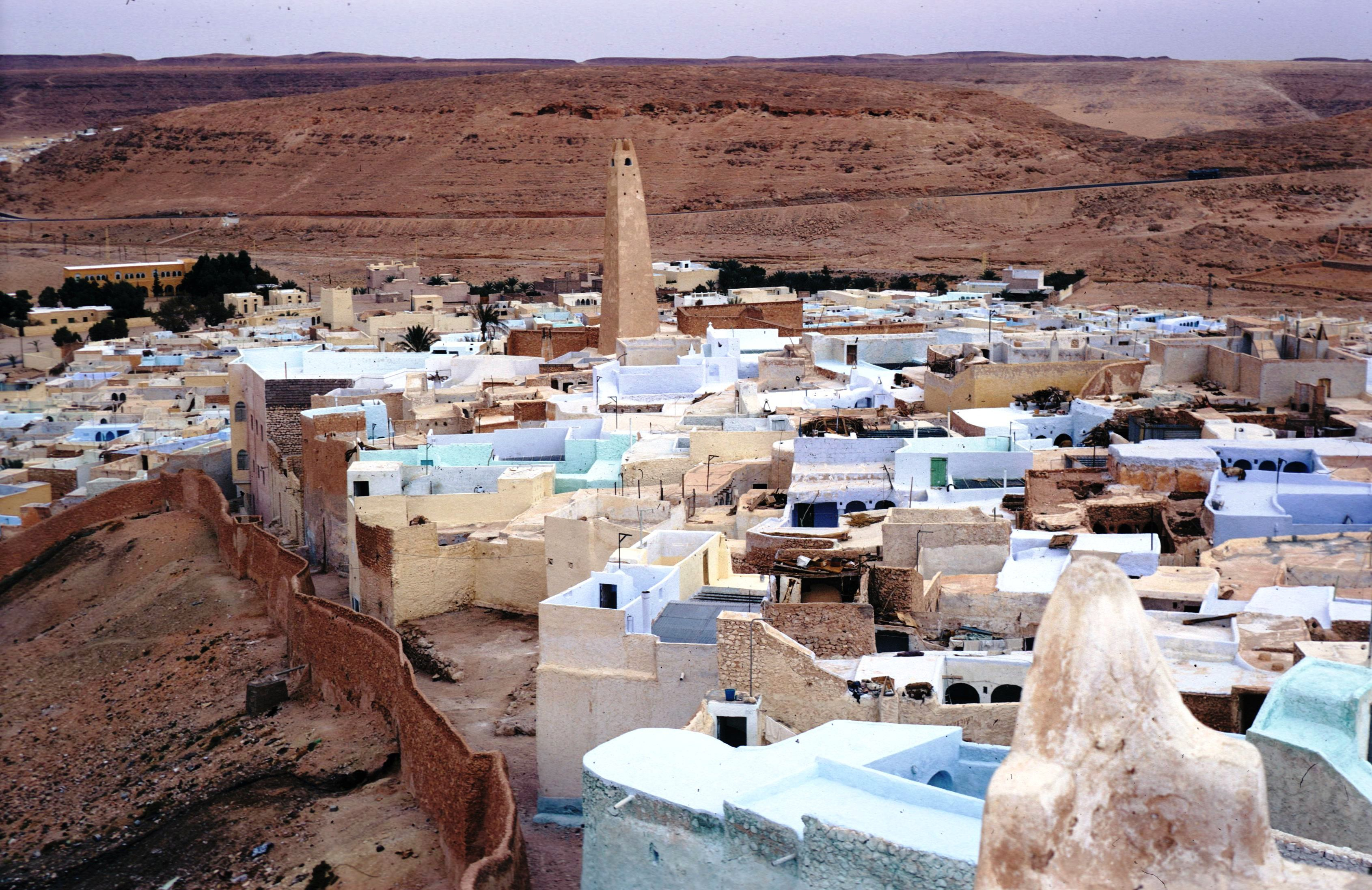
Lichtdurchflutete Innenhöfe in Beni Isguen, der heiligen Stadt der Mozabiten
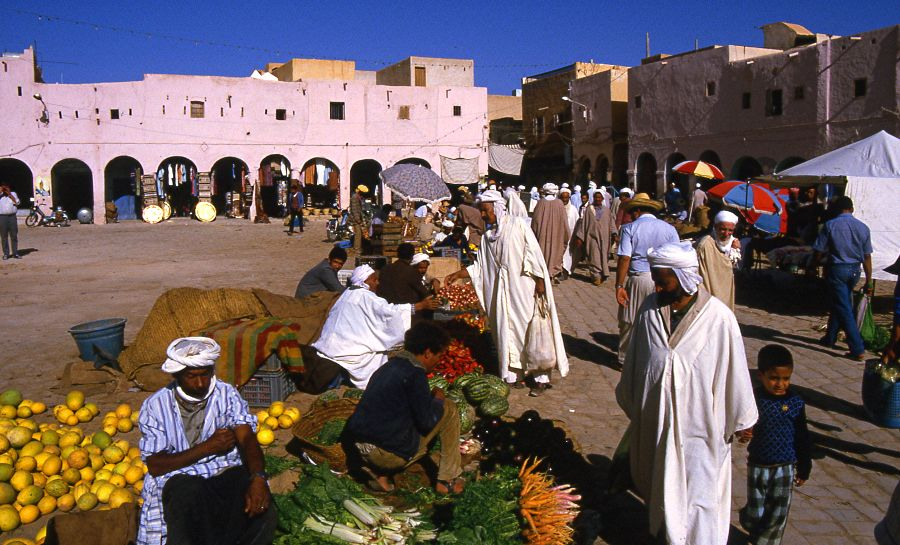
Ghardaia - Marktplatz auf dem Altstadthügel (1986)

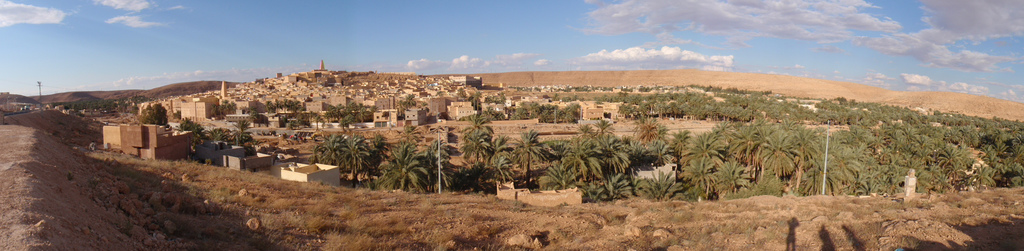
Panoramablick auf Ghardaïa